# Acronicta metra
Acronicta metra là một loài bướm đêm trong họ Noctuidae.